# Los mangantes
Los mangantes (en italiano: I maniaci) es una coproducción italiana y española de 1964, dirigida por Lucio Fulci y protagonizada por Walter Chiari, Enrico Maria Salerno y el dúo cómico Franco Franchi y Ciccio Ingrassia, de género comedia.

## Reparto
- Walter Chiari: Siciliano / Conductor / Pasquale Taddei
- Enrico Maria Salerno: Castelli
- Barbara Steele: Barbara / Señora Brugnoli
- Raimondo Vianello: Brugnoli /Giulio Errani / Paolo / Micozzi
- Franco Franchi: Franco
- Ciccio Ingrassia: Ciccio
- Franca Valeri: Esposa
- Vittorio Caprioli: Esposo
- Gaia Germani: Carla
- Umberto D'Orsi: Ilario Baietti / Friar / Conductor
- Sandra Mondaini: Esposa
- Franco Fabrizi: El empleado insolente
- Aroldo Tieri: Bonfanti/Mario
- Ingrid Schoeller: Esposa di Bonfanti
- Lisa Gastoni: Esposa del supervisor
- Margaret Lee: Rosalinda
- Alicia Brandet: Rosetta
- Mary Arden: Chica rubia en la fiesta
- Isarco Ravaioli: Eros